# Lucian Bute
Lucian Bute (ur. 28 lutego 1980 w Pechei) – rumuński bokser, były zawodowy mistrz świata organizacji IBF w kategorii super średniej (do 168 funtów).

## Kariera amatorska
W 1999 zdobył brązowy medal na mistrzostwach świata amatorów w Houston.

## Kariera zawodowa
Zawodową karierę rozpoczął w listopadzie 2003. Do końca 2005 stoczył 15 walk – wszystkie zakończyły się jego zwycięstwem. W 2006 wygrał kolejne trzy pojedynki: najpierw na punkty z Andre Thysse i Lolengą Mockiem, a następnie przez techniczny nokaut w ósmej rundzie z Jamesem Obede Toneyem.
26 stycznia 2007 wygrał na punkty z Siergiejem Tatewosjanem z Rosji. 15 czerwca wygrał walkę eliminacyjną IBF z Kameruńczykiem Sakio Biką i cztery miesiące później, 19 października, spotkał się z dotychczasowym mistrzem świata IBF, Alejandro Berrio. Rumun wygrał przez techniczny nokaut w jedenastej rundzie i odebrał Kolumbijczykowi pas mistrzowski.
29 lutego 2008 pokonał przez techniczny nokaut w dziesiątej rundzie byłego trzykrotnego mistrza świata WBA w kategorii średniej Williama Joppy. 24 października tego samego roku, podczas drugiej obrony swojego tytułu, pokonał na punkty oficjalnego pretendenta do tytułu, Librado Andrade. Pojedynek miał niecodzienny przebieg – przez większość walki przewagę miał Rumun, a w dziesiątej rundzie posłał rywala na deski. Jednak w dwunastej, ostatniej rundzie, na pięć sekund przed końcem walki, Andrade zdołał znokautować Bute, który jednak zdołał podnieść się przed upływem regulaminowych dziesięciu sekund, dzięki czemu wygrał walkę decyzją sędziów.
W marcu 2009 pokonał przez techniczny nokaut w czwartej rundzie Fulgencio Zunigę, a osiem miesięcy później w pojedynku rewanżowym w czwartej rundzie znokautował Librado Andrade. W kwietniu 2010, w piątej obronie mistrzowskiego tytułu, pokonał w trzeciej rundzie Edisona Mirandę. 26 maja 2012 doznał pierwszej porażki przegrywając przez techniczny nokaut w piątej rundzie z Carlem Frochem tracąc pas mistrzowski.
3 listopada 2012 roku Lucian Bute pokonał na punkty Denisa Graczewa.
18 stycznia 2014 w Montrealu przegrał jednogłośnie na punkty z Kanadyjczykiem Jeanem Pascalem.
15 sierpnia 2015 w Montrealu pokonał przez techniczny nokaut w czwartej rundzie Włocha Andrea Di Luisa (17-3, 13 KO).
30 kwietnia 2016 w Waszyngtonie remisował z Badou Jack (20-1-2, 12 KO) po raz drugi tytuł mistrza świata kategorii super średniej według federacji WBC. Jeden z sędziów wytypował przewagę 117:111 Szweda, a dwaj pozostali remis 114:114. Werdykt sędziowski wzbudził wiele kontrowersji.